# جائزة المكسيك الكبرى 1986
جائزة المكسيك الكبرى 1986 هو سباق فورمولا 1 أقيم بتاريخ 12 أكتوبر 1986 في مدينة مكسيكو، المكسيك. كان الخامس عشر من أصل 16 في بطولة العالم لسباقات الفورمولا واحد موسم 1986. حلّ النمساوي غيرهارد بيرغر أولا بينما جاء الفرنسي ألن بروست في المركز الثاني وحصل على المركز الثالث البرازيلي آيرتون سينا.